# Buci (miasto Kruševac)
Buci (cyr. Буци) – wieś w Serbii, w okręgu rasińskim, w mieście Kruševac. W 2011 roku liczyła 351 mieszkańców.